# Стадион Божик арена
Стадион Божик арена (мађ. Bozsik Aréna), је стадион у Кишпешту, Мађарска. Стадион отворен 2021. године, са капацитетом од 8.200 места, служи као домаћи терен ФК Хонведу.. Стадион је добио име по Јожефу Божику, мађарском репрезентативцу и играчу Хонведа.

## Историја
Са планирањем изградње арене се почело 2014. године. Планирано је 9.000 места, 900 ВИП седења, 350 скајбокса и 100 квадрата са радњама.
Изведбу радова је планирала Обуда група (Óbuda Group).
Са рушењем старог стадиона, и прављењем места за нови, се почело 21. фебруара 2019. године.
За завршетак градње у 2020. години априлу је додато 1 милијарда форинти а у јуну 6 милијарди форинти.